# 杜納伊夫 (佩列梅什利亞內區)
49°37′0″N 24°49′25″E / 49.61667°N 24.82361°E

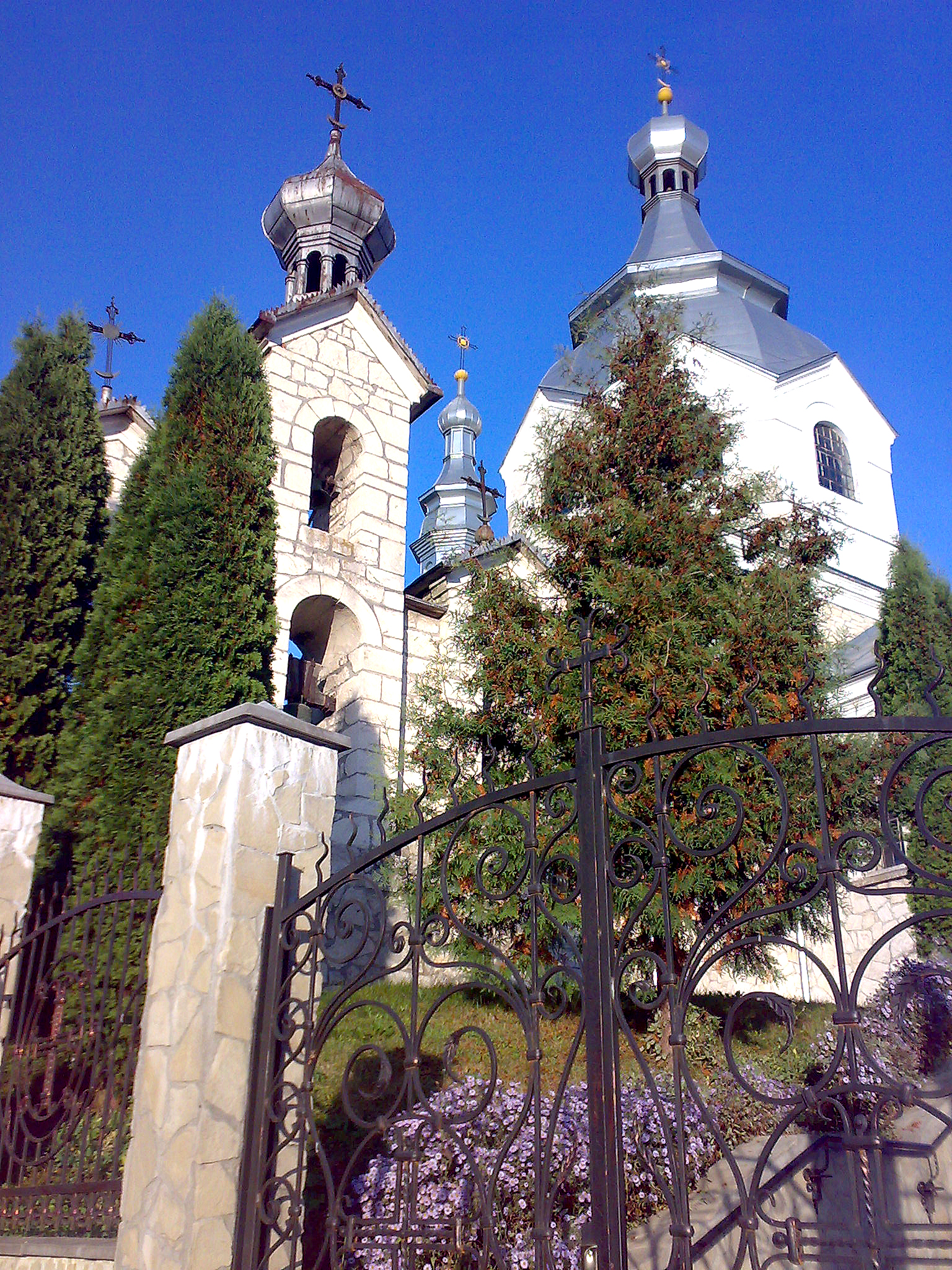

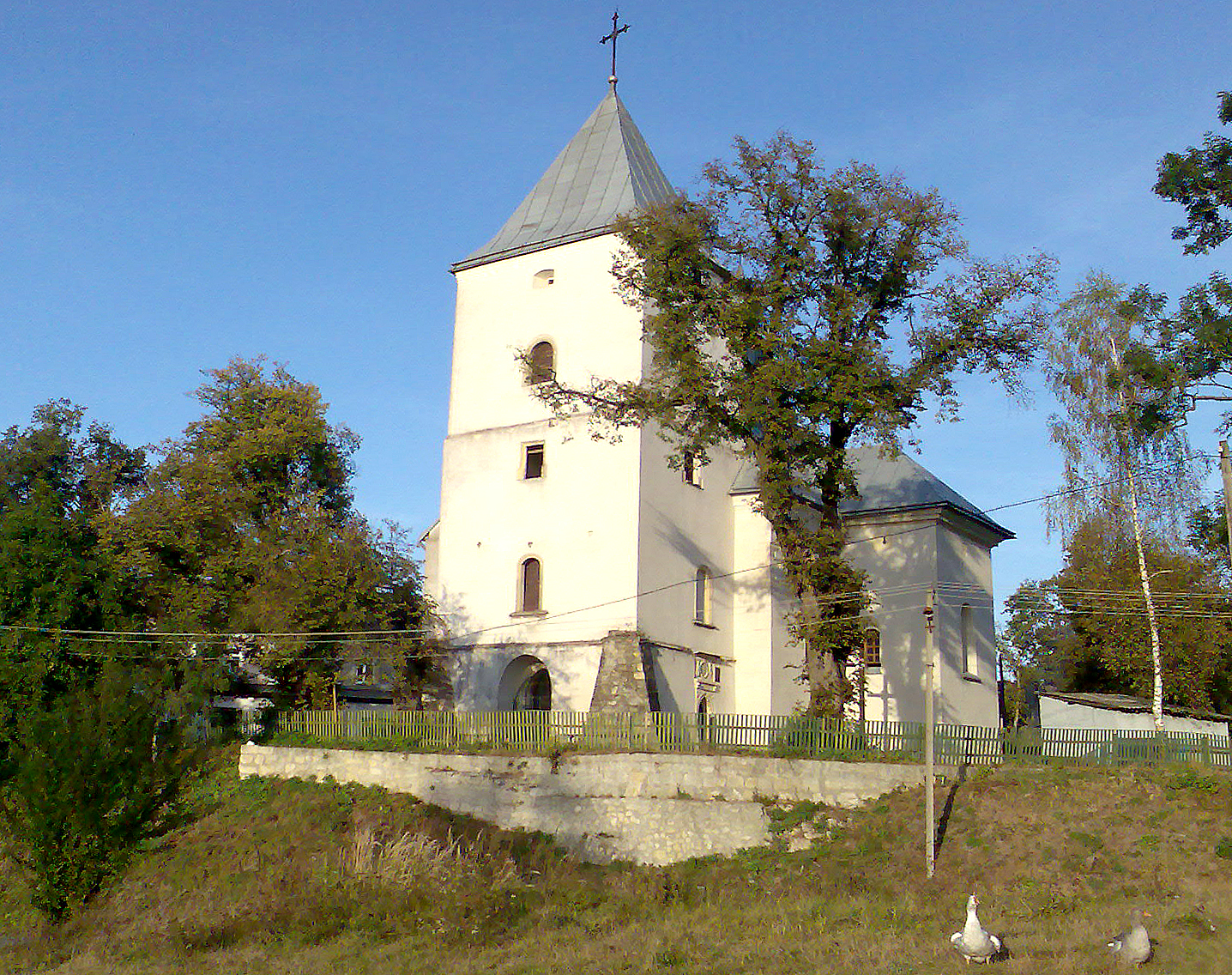

杜納伊夫（烏克蘭語：Дунаїв）是烏克蘭西部的村莊，隸屬利維夫州的利維夫區。該村始建於1386年，面積2.84平方公里，海拔高度307米，2001年人口683，人口密度每平方公里240.49人。